# Centrale Delft
De gascentrale (van E.ON) van de plaats Delft, in de Nederlandse provincie Zuid-Holland, bestaat uit vier gasturbines die elk rond de 23 MW vermogen leverden. Deze turbines met laag rendement werden alleen ingezet als er tijdelijk extra capaciteit nodig was. De oudere centrale uit 1974 had een rendement van 25%. In 2013 is de energiecentrale door E.ON buiten bedrijf gesteld en verkocht aan het Bulgaarse bedrijf Energy Market.
De bij de centrale behorende schoorsteen heeft een lengte van 100 m. Hiermee is het bouwwerk, na de Nieuwe kerk, het een na hoogste bouwwerk van Delft. 